# Lars Björne
Lars Magnus Einar Björne, född 16 december 1944 i Åbo,  är en finländsk rättshistoriker.
Björne blev juris doktor vid Åbo universitet 1977. Han blev 1979 professor i romersk rätt och rättshistoria vid samma universitet. Hans huvudsakliga forskningsområde har varit den nordiska rättsvetenskapens historia.
Björne promoverades till hedersdoktor vid Lunds universitet 2003 och vid Universitet i Oslo 2011. 

## Utmärkelser
- Riddartecknet av I klass av Finlands Vita Ros’ orden[3]

[Redigera Wikidata]

## Publikationer i urval
- Den nordiska rättsvetenskapens historia, 1995-2007.
  - Del 1, Patrioter och institutionalister: tiden före år 1815, 1995.
  - Del 2, Brytningstiden: 1815-1870, 1998.
  - Del 3, Den konstruktiva riktningen: 1871-1910, 2002.
  - Del 4, Realism och skandinavisk realism: 1911-1950, 2007.